# Саттон, Ричард (учёный)
Ричард Саттон (род. XX век, Огайо) — канадский учёный-информатик. Профессор вычислительной техники в Университете Альберты и научным сотрудником компании Keen Technologies. Саттон считается одним из основателей современного вычислительного обучения с подкреплением.

## Биография
Ричард Саттон родился в 1957 или 1958 году в Огайо, вырос в Оук-Брук, штат Иллинойс.
В 1978 году Саттон получил степень бакалавра по психологии в Стэнфордском университете, затем получил степень магистра (1980) и доктора (1984) информатики в Массачусетском университете в Амхерсте под руководством Эндрю Барто.
На него повлияла работа Гарри Клопфа в 1970-х годах, который предположил, что контролируемое обучение недостаточно для ИИ или объяснения разумного поведения, и необходимо обучение методом проб и ошибок, обусловленное «гедонистическими аспектами поведения». Это сфокусировало его интерес на обучении с подкреплением.
В 1984 году Саттон стал постдокторантом Массачусетского университета. С 1985 по 1994 год он был главным техническим сотрудником в лаборатории компьютерных и интеллектуальных систем компании GTE в Уолтеме, штат Массачусетс. После этого провёл три года в Массачусетском университете в Амхерсте в качестве старшего научного сотрудника. С 1998 по 2002 год Саттон работал в лаборатории AT&T Shannon в Флорхам Парке, штат Нью-Джерси, в качестве главного технического сотрудника в отделе по разработке искусственного интеллекта.
С 2003 года является профессором вычислительной техники в Университете Альберты. До 2018 года возглавлял лабораторию обучения с подкреплением и искусственного интеллекта Сохранив профессорскую должность, Саттон в июне 2017 года присоединился к компании Deepmind в качестве учёного-исследователя и соучредителя её офиса в Эдмонтоне.
В 2015 году Саттон стал гражданином Канады.

### Обучение с подкреплением
Саттон присоединился к Эндрю Барто в начале 1980-х годов в Университете Массачусетса, пытаясь изучить поведение нейронов в человеческом мозге как основу человеческого интеллекта — концепцию, выдвинутую информатиком А. Гарри Клопфом. Саттон и Барто использовали математику для развития этой концепции и использования её в качестве основы для создания искусственного интеллекта. Эта концепция стала известна как обучение с подкреплением и стала ключевой частью методов создания искусственного интеллекта.
Барто и Саттон использовали марковские процессы принятия решений (MDP) в качестве математической основы для объяснения того, как агенты (алгоритмические сущности) принимают решения, находясь в стохастической или случайной среде, получая вознаграждение по окончании каждого действия. Традиционная теория MDP предполагала, что агенты знают всю информацию о MDP, пытаясь максимизировать своё кумулятивное вознаграждение. Методы обучения с подкреплением Барто и Саттона допускали, что и среда, и вознаграждение неизвестны, что позволило применять алгоритмы этой категории для решения широкого круга задач.
В 2000-х годах Саттон вернулся в Канаду и продолжил работу над темой, которая продолжала развиваться в академических кругах, пока в одном из первых крупных реальных применений программа AlphaGo компании Google, построенная на этой концепции, не победила чемпиона-человека. Барто и Саттон широко признаны пионерами современного обучения с подкреплением, а сама техника стала основой для современного бума ИИ.
В эссе 2019 года Саттон раскритиковал область исследований ИИ за то, что они «не смогли усвоить горький урок, что построение на том, как мы думаем, не работает в долгосрочной перспективе», утверждая, что «70 лет исследований ИИ [показали], что общие методы, использующие вычисления, в конечном итоге наиболее эффективны, и с большим отрывом», побеждая усилия, основанные на знаниях человека о конкретных областях, таких как компьютерное зрение, распознавание речи, шахматы или го.
В 2023 году Саттон и Джон Кармак объявили о партнёрстве для разработки AGI.

## Награды
Саттон является членом Ассоциации содействия развитию искусственного интеллекта (AAAI) с 2001 года.
В 2003 году получил премию президента Международного общества нейронных сетей, а в 2013 году — премию за выдающиеся достижения в исследованиях от Массачусетского университета в Амхерсте. 
В 2016 году Саттон был избран членом Королевского общества Канады. В 2021 году был избран членом Лондонского королевского общества.
В 2025 году вместе с Эндрю Барто получил премию Тьюринга от Ассоциации вычислительной техники «за разработку концептуальных и алгоритмических основ обучения с подкреплением».